# Marco de Hohenlohe-Langenburg
Le prince Marco de Hohenlohe-Langenburg y Medina (en allemand : Marco Prinz zu Hohenlohe-Langenburg), né le 8 mars 1962 à Madrid et mort le 19 août 2016 à Séville, 19e duc de Medinaceli et grand d'Espagne, est le chef de la maison de Medinaceli, l'une des familles aristocratiques les plus importantes d'Espagne, de 2014 à 2016. Il porte également le titre allemand de prince de Hohenlohe-Langenbourg.

## Biographie
Il est le fils du prince Maximilien Emanuel (Max Emanuel Maria Alexander Vicot Bruno de la Santísima Trinidad y Todos los Santos zu Hohenlohe-Langenbourg y Iturbe), et de la 13e marquise de Navahermosa et 10e comtesse d'Ofalia, Ana Luisa de Medina y Fernández de Córdoba, elle-même fille de la 18e duchesse de Medinaceli, Victoria Eugenia Fernández de Cordoba.
Le 2 septembre 1996, peu de temps après son mariage, alors qu'il circule en moto sur la route nationale 340 entre Estepona et Marbella, il est victime d'un accident et tombe dans le coma dont il sort avec de graves séquelles,.
Il travaille au sein de la fondation « Casa Ducal de Medinaceli » et gère le patrimoine économique et culturel de la famille. Le 1er juin 1996, il épouse à Malaga Sandra Schmidt-Polex, née le 20 décembre 1968, fille de Hans Carl Schmidt-Polex et de son épouse Karin Goepfer, dont il a deux enfants, Victoria Elisabeth (née le 17 mars 1997) à Malaga et Alexander Gonzalo (né le 9 mars 1999 à Ronda). Ils divorcent en 2004.
Après le décès de sa grand-mère, la 18e duchesse de Medinaceli, le 18 août 2013, il devient héritier du titre ducal. Le 15 septembre 2014, la lettre royale de succession en sa faveur est publiée au Bulletin officiel de l'État. Le 28 octobre 2014, il demande la succession des titres de duc de Ciudad Real, d'Alcalá de los Gazules, de Denia et de Camiña, des marquisats de Priego, d'Aytona, de Torrecilla et de Camarasa, ainsi que du comté de Santa Gadea, tous avec grandesse d'Espagne.
Il meurt le 19 août 2016 à Séville.

## Titulature
- Son Altesse sérénissime le prince don Marco de Hohenlohe-Langenburg y Medina (1962-2014).
- Son Altesse sérénissime le prince don Marco de Hohenlohe-Langenburg y Medina, duc de Medinaceli, grand d'Espagne (2014-2016).